# Turia (ciudad)

Mapa del sur del Peloponeso en la Antigüedad. La ciudad de Turia se encontraba en la parte oriental de Mesenia.

Turia (en griego antiguo: Θουρία, romanizado: Thouría) fue una ciudad de Mesenia en la parte oriental de la llanura sur del país, junto al río Aris o Pídima.

## Historia
Es posible que fuese la misma ciudad que Homero señala con el nombre de Antea, aunque otros, como Estrabón, suponen que fuese otra ciudad nombrada por Homero llamada Epea. El geógrafo también indica que de Turia derivaba un nombre alternativo al golfo de Mesenia: Golfo Turiata. Según Pausanias distaba 80 estadios de Faras, Estrabón dice que confinaban. Se alzaba sobre una alta colina. Estaba a unos 11 km de la actual Kalamata. El gentilicio es turiata (Θουριάτης).
Fue la capital de los periecos de Lacedemón, unos de los conquistadores de Mesenia y fue el centro de la tercera guerra mesenia en 464 a. C.
Se separó de Esparta en 338-337 a. C., si no antes, en 369 a. C., a partir de que los espartanos retenían el territorio alrededor de la embocadura del Golfo de Mesenia.
Cuando Epaminondas de Tebas restauró la independencia de Mesenia, las ciudades del país fueron dependientes de la nueva metrópoli de Mesene. En 182 a. C. Mesene fue conquistada por los aqueos y Turia, Feras y Abia se incorporaron a la Liga Aquea como estados independientes.
El emperador Augusto la incorporó a Laconia, pero Tiberio la devolvió a Mesenia. Cuando la visitó Pausanias encontró dos ciudades: la alta, construida en la cima del monte, y la baja, poblada por los ciudadanos que habían bajado de la cima, pero que conservaban vínculos con la ciudad de la cima, principalmente un templo común de una diosa siria que estaba dentro de las murallas de la ciudad alta.

## Arqueología
Restos de la ciudad se encuentran en un lugar de nombre Paleokastro, en las montañas Makryplai. La construcción más importante es una gran cisterna, pero también cabe mencionar un pequeño templo dórico. También se han encontrado restos del periodo micénico que incluyen una serie de tumbas de cámara y tres sortijas de oro con representaciones grabadas. En la llanura, en el lugar llamado Palea Lutra, están las ruinas de un edificio romano monumental. Varias instituciones públicas y magistrados se mencionan en inscripciones, pero únicamente en el periodo helenístico.